# Асыввож (приток Весляны)
Асыввож (Асыл-Вож) — река в России, протекает по территории северной части Гайнского района Пермского края. Левый приток реки Весляна. Длина — 18 км.

## Этимология
Гидроним происходит от коми-пермяцкого асыв «восток», вож «приток; ветвь; ответвление».

## Гидрография

Берёт начало в болотистой местности на высоте 195 м над уровнем моря, примерно в 22 км северо-восточнее села Керосс. Протекает по лесной болотистой местности, в основном в северо-западном направлении. Впадает в Весляну слева на высоте 172 м над уровнем моря, в 236 км от устья. Населённых пунктов на реке нет.

## Данные водного реестра
По данным государственного водного реестра России относится к Камскому бассейновому округу, водохозяйственный участок реки — Кама от истока до водомерного поста у села Бондюг, речной подбассейн реки — бассейны притоков Камы до впадения Белой. Речной бассейн реки — Кама.
Код объекта в государственном водном реестре — 10010100112111100001471.